# Ewandro Stenzowski
Ewandro Stenzowski (Curitiba, 27 de setembro de 1984) é um tenor brasileiro.

## Biografia
Bacharel em Canto lírico pela Universidade Federal do Rio de Janeiro (UFRJ), Mestre em Performance Operística e detentor do Solistenexamen'' pela Escola Superior de Música e Artes Dramáticas de Stuttgart (Hochschule für Musik und Darstellende Kunst Stuttgart), Ewandro Stenzowski nasceu em Curitiba em 27 de setembro de 1984.

## Carreira e Formação
Prêmio de Estímulo à Jovens Cantores no Concurso Interancional de Canto Bidu Sayao em 2002. Vencedor do VIII Concurso Nacional de Canto Villa-Lobos, Vitória, 2007. 3. Colocado no Concurso Nacional Francisco Mignone, 2007. Vencedor do Concurso Carlos Gomes em Campinas, 2010. Finalista do Concurso Internacional "Klassik Mania" em Viena, 2011. Membro do International Opera Studio da Ópera Estatal de Stuttgart (Staatsoper Stuttgart) na temporada 2012/2013. Estreou em concertos em 1999 no FEMUCE em Pinhais - PR, e em óperas em 2004. Estréia no Teatro Municipal do Rio de Janeiro: 2010 em Il Guarany de Carlos Gomes. Estréia européia: Wilhelma Theater em Stuttgart, em The Turn of the Screw. Durante os anos de 2006 e 2010 foi membro do Corpo de Fuzileiros Navais da Marinha do Brasil. Atualmente é solista do Landestheater Detmold, na Alemanha, a maior companhia itinerante européia. Estudou com Lázaro Wenger e Denise Sartori nos anos em que  frequentou a Escola de Música e Belas Artes do Paraná (EMBAP). Foi aluno de Cilene Fadigas, Nelson Portella no Rio de Janeiro, Carlo Bergonzi na Itália, além de Peter Berne, Chris Merrit e Ulrike Sonntag, na Alemanha. Aparições em rádio TV e outras mídias na Europa e América Latina. Atuante em Óperas e repertório de de Concerto no Brasil, Argentina, Alemanha, França, Suíça, Holanda, Itália, Letônia e Áustria, em obras como La Bohéme, Requiem de Verdi, Elisir d'amore, Die Fledermaus, Salome, Requiem de Mozart, Messa di Gloria de Puccini, Te Deum de Bruckner, I Pagliacci de Leoncavallo, dentre outras.

## Principais Gravações
Ofício 1816 & Missa Pastoril (Cia. Bachiana, Dir. Ricardo Rocha. Rio de Janeiro - 2010) 
Lecture Concerts: Lecture 2: Cantata "Christ unser Herr zum Jordan kam" BWV 7 (Musikfest Stuttgart 2011 | Helmuth Rilling, Lecturer & Conductor)
César Franck the Seven Last Words of Christ on the Cross (Mainz Dom Orchestra and Choir. Dir. Karsten Stork. Mainz - 2014) 